# Venamonova cesta
Venamonova cesta do Fénicie je starověký egyptský cestopis z 1. poloviny 11. století př. n. l.
Vypráví o thébském úředníku, který měl za úkol dopravit do Egypta dřevo z oblasti Libanonu. Král z Byblu však nebyl ochoten dodat dřevo dříve, než dostal zaplaceno a egyptský vyslanec si nakonec musel zachraňovat život. Cestopis dokládá oslabení egyptské moci.